# Benedikt Eppelsheim Blasinstrumente
Benedikt Eppelsheim Blasinstrumente ist ein in München ansässiger Hersteller von Holzblasinstrumenten. Das Unternehmen wurde von dem Instrumentenbauer Benedikt Eppelsheim 1998 zuerst als Reparaturbetrieb gegründet. Nach dem Tod von Benedikt Eppelsheim (1967–2023) hat Johannes Beblo (* 1981) die Geschäftsführung übernommen. Der Firmensitz ist Friedenstraße 18a, 81671 München.

## Instrumente
Das Unternehmen ist spezialisiert auf eigenentwickelte extremlagige Instrumente wie Bass- und Kontrabasssaxophone. Das Tubax (in Es und B, letzteres hat den Tonumfang eines Subkontrabasssaxophons) ist inspiriert vom Saxophone Bourdon auf der Patentskizze von Adolphe Sax und dem Gautrot'schen Sarrusophon. Auf der anderen Seite des Spektrums baut Benedikt Eppelsheim als weltweit einziger Hersteller das kleinste aller Saxophone, das Soprillo (in B, eine Oktave über dem Sopransaxophon).
Weitere Instrumente sind Kontrabassklarinetten und ein in Zusammenarbeit mit dem Instrumentenbauer Guntram Wolf neu konzipiertes Kontrafagott, Kontraforte genannt.
Als Einzelstücke baut Benedikt Eppelsheim Blasinstrumente auch Sarrusophone.

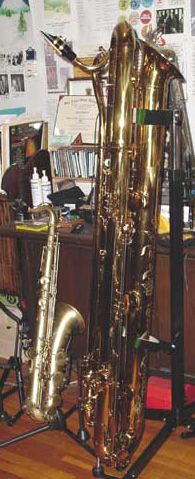
Tubax
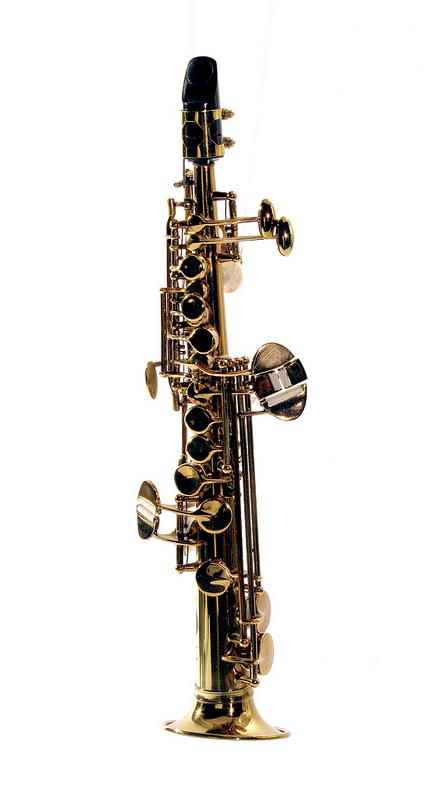
Soprillo
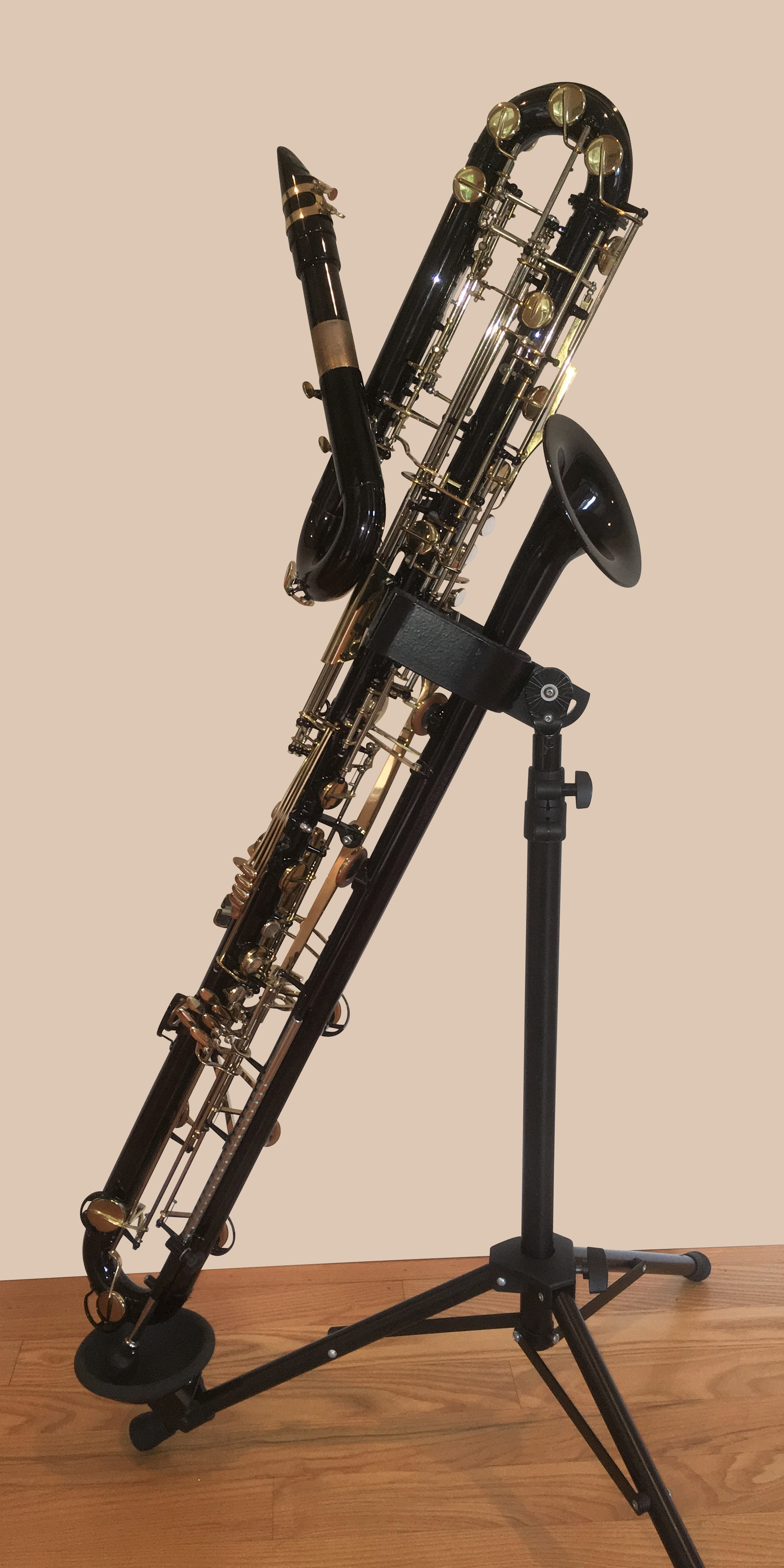
Kontrabassklarinette

## Benedikt Eppelsheim
Benedikt Eppelsheim (10. Juli 1967 – 4. April 2023) wurde als jüngstes von drei Kindern in München geboren. Nach dem Abitur lernte er beim Trompetenbauer Ganter in München und schloss 1992 bei Wenzel Meinl in Geretsried die Ausbildung für den Blechblasinstrumentenbau ab. Die Gesellenjahre verbrachte er bei der Münchner Blech- und Holzblasinstrumenten GmbH. Seinem Interesse für Architektur gab er mit der Einschreibung für ein Studium an der TU München nach – er finanzierte es mit Reparaturarbeiten vor allem von historischen Instrumenten für Franz Josef Traut in München. 1998 holte er sich einen Gewerbeschein und teilte sich die Werkstatt mit Traut, nachdem er mit der Entwicklung der Berechnungsmethode auf einem programmierbaren Taschenrechner fertig war, die ihm die bahnbrechende Konstruktion neuartiger Instrumente wie Tubax (Vorstellung auf der Musikmesse 1999) oder Soprillo (Vermarktung ab 2003) ermöglichte.
2003 legte Eppelsheim die Meisterprüfung im Holzblasinstrumentenbau ab. Als Meisterstück verwendete er das Jahre zuvor entwickelte Soprillo.
Für Guntram Wolf errechnete Eppelsheim 2001 eine weiter gebohrte Kontrafagott-Version und entwickelte ein Konzept, auf dessen Basis Wolf und sein Sohn Peter seit 2002 das Kontraforte fertigen. Auch an der Entwicklung weiterer Instrumente wie der speziellen Bass-Oboe Lupophon war Benedikt Eppelsheim maßgeblich beteiligt. 2008 ging eine neuentwickelte Kontrabass-Klarinette in Serie.
Benedikt Eppelsheim galt als einer der besten und innovativsten Instrumentenkonstrukteure. Uwe Ladwig: „Er wird uns hier unten fehlen. Aber Adolphe Sax hat nun einen Gesprächspartner auf Augenhöhe.“